# Barbarići Kravarski
Barbarići Kravarski su naseljeno mjesto u Republici Hrvatskoj u Zagrebačkoj županiji. 

## Zemljopis
Administrativno su u sastavu općine Kravarsko. Naselje se proteže na površini od 4,71 km².

## Stanovništvo
Prema popisu stanovništva iz 2001. godine u Barbarićima Kravarskim živi 181 stanovnik i to u 71 kućanstvu. Gustoća naseljenosti iznosi 38,43 st./km².
| broj stanovnika | 96    | 102   | 84    | 103   | 141   | 132   | 131   | 138   | 151   | 148   | 149   | 142   | 135   | 123   | 181   | 202   | 209   |
|                 | 1857. | 1869. | 1880. | 1890. | 1900. | 1910. | 1921. | 1931. | 1948. | 1953. | 1961. | 1971. | 1981. | 1991. | 2001. | 2011. | 2021. |